# Братята Нютън
„Братята Нютън“ е американски драматичен филм от 1998 г., режисиран от Ричард Линклейтър, в който участват Матю Макконъхи, Дуайт Йокам, Итън Хоук, Скийт Улрих, Джулиана Маргулис и др. Сюжетът му е базиран на действителен случай и разказва за историята на семейство банкови обирджии от малкото американско градче Ювалди, Тексас, известни като „бандата Нютън“.

## Сюжет
През 20-те години на XX век четирима братя се превръщат в най-прочутите банкови обирджии в Америка. Братята Нютън живеят доста скучен и лишен от амбиции и перспектива живот в малка провинциална ферма. Най-големият брат – Уилис Нютън (Матю Макконъхи), не може да търпи повече нищетата и решава, че семейството му заслужава нещо по-добро. Предлага на братята си да направят няколко обира на банки, с което започва тяхната престъпна история. На 12 юни 1924 г. фамилията им извършва най-големия обир на влак в историята. Откраднати са 3 милиона щатски долара, които се равняват на над 43 милиона щатски долара през 2017 г.

## Актьорски състав
Матю Макконъхи в ролята на Уилис Нютън
Скийт Улрих в ролята на Джо Нютън
Итън Хоук в ролята на Джесс Нютън
Джулиана Маргулис в ролята на Луис Браун
Винсънт Д'Онофрио в ролята на Док Нютън
Дуайт Йоакъм в ролята на Брентууд Гласкок
Гейл Кронауер в ролята на Ма Нютън